# Giuliana Rancic
Giuliana Rancic, nata DePandi (Napoli, 17 agosto 1974), è una giornalista, conduttrice televisiva, personaggio televisivo e imprenditrice italiana naturalizzata statunitense.

## Biografia
Nata a Napoli, Giuliana Rancic si è trasferita negli Stati Uniti con la sua famiglia all'età di sette anni. Dopo essersi laureata in giornalismo ha iniziato a lavorare a Capitol Hill. Nel 2002 è divenuta giornalista per E! News e dal 2005 sono iniziate le sue prime esperienze da presentatrice. Nel 2007 ha ideato il programma di MTV Celebrity Rap Superstar, mentre dal 2010 al 2017 ha condotto Fashion Police su E!.
Dal 2009 al 2014 è stata protagonista con il marito del reality Giuliana and Bill; nel 2011 ha presentato Miss USA e l'anno successivo, oltre a tornare al medesimo concorso, le è stata affidata anche la conduzione di Miss Universo. Sempre nel 2012 è stata candidata ad un People's Choice Award e due anni più tardi ha vinto un Daytime Emmy nella categoria votata dal pubblico tramite Facebook. Tra il 2013 e il 2014 ha lanciato linee di vestiti e di vini.

## Vita privata
A settembre 2007 la conduttrice si è sposata con Bill Rancic, con il quale ha avuto un figlio nel 2012 tramite madre surrogata.

## Controversie
Nel febbraio 2015 Giuliana Rancic è stata ampiamente criticata per una sua battuta relativa ai dreadlocks che Zendaya portava sul red carpet dei Premi Oscar, il cui odore è stato da lei definito «olio di patchouli» e «erba». Rancic si è scusata per l'accaduto dapprima tramite un tweet e successivamente in diretta televisiva.

## Filmografia

### Cinema
- Malibu's Most Wanted - Rapimento a Malibu (Malibu's Most Wanted), regia di John Whitesell (2003)
- I Fantastici 4 e Silver Surfer (Fantastic Four: Rise of the Silver Surfer), regia di Tim Story (2007) - cameo
- Ragazze nel pallone - Lotta finale (Bring It On: Fight to the Finish), regia di Bille Woodruff (2009) - cameo
- The Stand In, regia di Jamie Babbitt (2020) - cameo

### Televisione
- One on One – serie TV, episodio 4x05 (2009)
- After Lovely – serie TV, episodio 1x02 (2011)